# Ганжинский
Ганжинский — посёлок в Белореченском районе Краснодарского края России. Входит в состав Первомайского сельского поселения.

## География
Расположен в 5 км от центра поселения и в 21 км от районного центра.

## История
Посёлок Ганжинский Белореченского района зарегистрирован 28 октября 1958 года решением Краснодарского крайисполкома.

## Население
| 2002 | 2010 |
| ---- | ---- |
| 187  | ↘160 |

## Улицы
- пер. Лесной,
- ул. Кузнечная,
- ул. Полевая,
- ул. Солнечная,
- ул. Урожайная.